# Nyitrafenyves
Nyitrafenyves (más néven Chvojnicairtvány, 1899-ig Chvojnicza, szlovákul Chvojnica, németül Juntschbruch / Füntzl / Funschel / Fundstollen) község Szlovákiában, a Trencséni kerületben, a Privigyei járásban.

## Fekvése
Privigyétől 17 km-re északnyugatra, a Chvojnica-patak völgyében fekszik.

## Története
Területén a bronzkorban a lausitzi kultúra emberének települése állt.
A mai község azonban csak a 16-17. század fordulóján keletkezett, amikor német bányászokat telepítettek ide. Az itteni bányákban aranyat, ezüstöt, ólmot és cinket bányásztak. A falut 1614-ben említik először, Bajmóc várának uradalmához tartozott. Ekkor 5 ház állt a településen. Egykori német neve „Fundstollen” volt. Régi magyar neve a szlovák hvojnica (= fenyves) főnévből ered. 1637-től a Pálffy család birtoka. 1787-ben 43 házában 427 lakos élt.
A 18. század végén Vályi András így ír róla: „FUNTZIN. Tót falu Nyitra Vármegyében, birtokosai külömbféle Urak, lakosai katolikusok. Határja középszerű, fája tűzre elég, legelője hasonlóképen, malma helyben, piatzozásai Bányán, és Tapoltsán egy órányira, réttyei jók, második Osztálybéli.”
1828-ban 88 háza és 615 lakosa volt. Bányái aránylag rövid idő alatt kimerültek. Ezt követően gőzmalmot és a németprónai szövőgyár mosodáját építették fel a faluban.
Fényes Elek 1851-ben kiadott geográfiai szótárában így ír a faluról: „Chvojnicza, (Juntsbuch), német falu, Nyitra vmgyében, Chah filial – 615 kath. lak. – Van egy erdeje; sovány földe, sok szilvája. F. u. gr. Pálfy Ferencz. Ut. p. Privigye.”
1890-ben ipariskolát alapítottak a községben.
Borovszky Samu monográfiasorozatának Nyitra vármegyét tárgyaló része szerint: „Chvojnicza, a Kis-Magura-hegy alatt, a Nyitra-völgyben fekvő község 627, tisztán németajku r. kath. vallásu lakossal. Postája Német-Próna, távirója Privigye, vasúti állomása Privigye-Bajmócz. A XVII. század elején Bajmócz várához tartozott. Kath. kápolnája 1803-ban épült. Földesurai a Pálffyak voltak, akik itt jelenleg is birtokosok. Itt van a F. M. K. E. által létesített, országszerte híres fafaragó tanműhely, mely különösen gyermekjátékok készítésével foglalkozik, a kormány anyagi támogatása mellett. Tulajdonosa Bossányi József, ki jóformán egész életét annak szenteli, hogy a szegény vidék lakóinak jólétét emelje.”
A trianoni diktátumig Nyitra vármegye Privigyei járásához tartozott.
1945 után német lakosságát erőszakkal kitelepítették, helyükre magyarországi szlovákok érkeztek.

## Népessége
| Év:            | 1994. | 2004.    | 2014.    | 2024.    |
| -------------- | ----- | -------- | -------- | -------- |
| Emberek száma: | 209   | 232      | 258      | 224      |
| Eltérés:       |       | +11,00 % | +11,20 % | -13,17 % |

| Év:            | 2023. | 2024.   |
| -------------- | ----- | ------- |
| Emberek száma: | 226   | 224     |
| Eltérés:       |       | -0,88 % |

1910-ben 983, túlnyomórészt német lakosa volt.
2001-ben 421 lakosából 412 szlovák volt.
2011-ben 249 lakosából 223 szlovák.

## Nevezetességei
- A Szent Kereszt Felmagasztalása tiszteletére szentelt római katolikus temploma 1936-ban épült.